# 赵政 (1922年)
赵政（1922年11月—2019年9月12日），浙江萧山人，中华人民共和国医学家，万海峰之妻。

## 生平
1938年，考入上海广仁医院高级护士学校。读三年级时投奔苏北新四军，加入叶飞的新四军第一师第一旅，担任卫生部干事。1942年11月加入中国共产党。当时万海峰率领的一旅教导大队在做饭时，误将桐油当猪油炒菜，将士们腹泻需要救治。从此赵政与万海峰认识，1943年在张孤梅的撮合下，两人结婚。之后她担任医疗队长、手术队长，参加苏中战役、涟水战役、莱芜战役、孟良崮战役、诸城战役、豫东战役、淮海战役、渡江战役等。
中华人民共和国成立后，1960年毕业于上海第二军医大学医疗系五年制本科。历任上海第一公费医疗医院儿科副主任，卢湾区中心医院儿科主任，龙华医院儿科主任，之后升任北京军区总医院副院长。1988年离休。